# Tone Lōc
Anthony Terrell Smith, mer känd under artistnamnet Tone Lōc eller Tone-Lōc, född 3 mars 1966 i Los Angeles, Kalifornien, är en amerikansk rappare och skådespelare. Han är troligen mest känd för låtarna "Wild Thing" och "Funky Cold Medina". Han medverkade på FeFe Dobsons självbetitlade debutalbum från 2003, där han sjunger i låten "Rock It Til You Drop It".
Han har medverkat i filmer som Den galopperande detektiven, Ace Ventura Jr: Pet Detective och Stora pengar.

## Diskografi (urval)
- 1989 – Loc-ed After Dark
- 1991 – Cool Hand Loc

## Filmografi (urval)
- 1993 – Posse - svart uppbåd
- 1994 – Galna snutar i New York
- 1994 – Den galopperande detektiven
- 1994 – Stora pengar
- 1996 – Spy Hard
- 1999 – Morgondagens hjälte (TV-serie) (gästroll)
- 2000 – Whispers - den lille elefanten
- 2000 – Titan A.E. (röst)
- 2000 – Djävulen och jag
- 2002 – The District (TV-serie) (gästroll)